# 毛惇元
毛惇元（1525年—？），字裕仁，號春台，浙江紹興府餘姚縣（今餘姚市）人，民籍，明朝政治人物，榜眼及第。

## 生平
嘉靖三十一年（1552年）壬子科浙江鄉試第三十七名。嘉靖三十八年（1559年）己未科會試第三名，殿試中式第一甲第二名進士。授翰林院編修。卒於任上，後事不詳。

## 家族
曾祖毛傑，進士 贈刑部主事；祖父毛憲，按察司副使；父毛炳，順天府治中。母周氏（封安人）。慈侍下。兄毛绍元（布政司参政）、茂元、坤元、景元、宗元、士元、賛元、子冀（贡士）、京元（监生）。